# Gabbs
Gabbs is een plaats (city) in de Amerikaanse staat Nevada en valt bestuurlijk gezien onder Nye County.

## Demografie
Bij de volkstelling in 2000 werd het aantal inwoners vastgesteld op 318.

## Geografie
Volgens het United States Census Bureau beslaat de plaats een oppervlakte van 7,8 km², geheel bestaande uit land. Gabbs ligt op ongeveer 1563 m boven zeeniveau.

## Plaatsen in de nabije omgeving
De onderstaande figuur toont nabijgelegen plaatsen in een straal van 92 km rond Gabbs.